# Vålmyrflarken
Vålmyrflarken är en liten våtmark, före detta sjö i Härnösands kommun i Ångermanland och ingår i Gådeåns huvudavrinningsområde.